# Noite das barricadas
O episódio da noite das barricadas ocorreu no dia 10 de Maio de 1968 dentro do contexto das manifestações estudantis daquele ano, concentradas na então recém-criada Universidade Paris-Nanterre. Encabeçados pelo líder estudantil Daniel Cohn-Bendit, os estudantes promoveram uma série de manifestações, apoiados por seus colegas de outros centros universitários parisienses, como o da Universidade de Sorbone.